# Quadrante Sul
Quadrante Sul foi um fanzine brasileiro sobre histórias em quadrinhos criado em 1988 pelos quadrinistas Alexandre Fontoura Doeppre, Denilson Rosa dos Reis e Gervásio Santana de Freitas. Os artistas formam um coletivo da região metropolitana de Porto Alegre, também chamado de Quadrante Sul, responsável pela produção de diversos fanzines e revistas em quadrinhos independentes.
O fanzine tem como foco a publicação de quadrinhos e teve originalmente três edições publicadas no final dos anos 1980. Em 2008, voltou a ser publicado, mantendo o mesmo foco e trazendo novas equipes criativas para alguns dos personagens que surgiram nas primeiras edições, como o Eliminador, criado por Denilson Rosa dos Reis, um ex-policial que busca vingança contra o cartel criminoso que fez lavagem cerebral nele para torná-lo um assassino.

## Prêmios
- 2013 — Vencedor de Melhor Fanzine, do 29º Prêmio Angelo Agostini[7][8]